# Josef Bohatec
Prof. Josef František Bohatec (26. ledna 1876, Kochov – 6. června 1954, Siegen, Weidenau) byl česko-rakouský filozof a teolog; přední znalec Kalvínovy reformace.
Roku 1912 se stal soukromým docentem systematické teologie a náboženské filozofie na Univerzitě v Bonnu; od roku 1913 do roku 1947 působil na teologické fakultě Vídeňské univerzity.

## Z díla
- Calvin und das Recht (Kalvín a právo, 1934)
- Calvins Lehre von Staat und Kirche (Kalvínovo učení o státu a církvi, 1937)
- Schleiermacherův pojem náboženství (otisk z České mysli, 1904)  Archivováno 3. 1. 2008 na Wayback Machine.
- Co se vám zdá o Kristu? (otisk z Hlasů ze Siona, 1904)
- Reformace a moderna (Praha, 1906)
- Kalvínovo pojetí státu (Praha, 1937)